# Shīleh Goshād
Shīleh Goshād (persiska: شیله گشاد) är en ort i Iran.   Den ligger i provinsen Khorasan, i den nordöstra delen av landet, 700 km öster om huvudstaden Teheran. Shīleh Goshād ligger 1 814 meter över havet och antalet invånare är 156.
Terrängen runt Shīleh Goshād är kuperad norrut, men söderut är den platt. Runt Shīleh Goshād är det ganska glesbefolkat, med 25 invånare per kvadratkilometer. Närmaste större samhälle är Qesh Robāţ, 7,2 km söder om Shīleh Goshād. Trakten runt Shīleh Goshād består till största delen av jordbruksmark.